# Norsk Telegrambyrå
Norsk Telegrambyrå (NTB) är en norsk nyhetsbyrå som etablerades den 1 september 1867 av dansken Alfred Fich på uppdrag av den tyska telegrambyrån Wolffs i Berlin, etablerat och ägt av den tyska pressmannen Bernhard Wolff.